# Ninoe japonica
Ninoe japonica är en ringmaskart som beskrevs av Imajima och Masanobu Higuchi 1975. Ninoe japonica ingår i släktet Ninoe och familjen Lumbrineridae. Inga underarter finns listade i Catalogue of Life.